# Thizy
Thizy é uma comuna francesa na região administrativa de Borgonha-Franco-Condado, no departamento de Yonne. Estende-se por uma área de 5,58 km². Em 2010 a comuna tinha 199 habitantes (densidade: 35,7 hab./km²).